# 谷戸坂

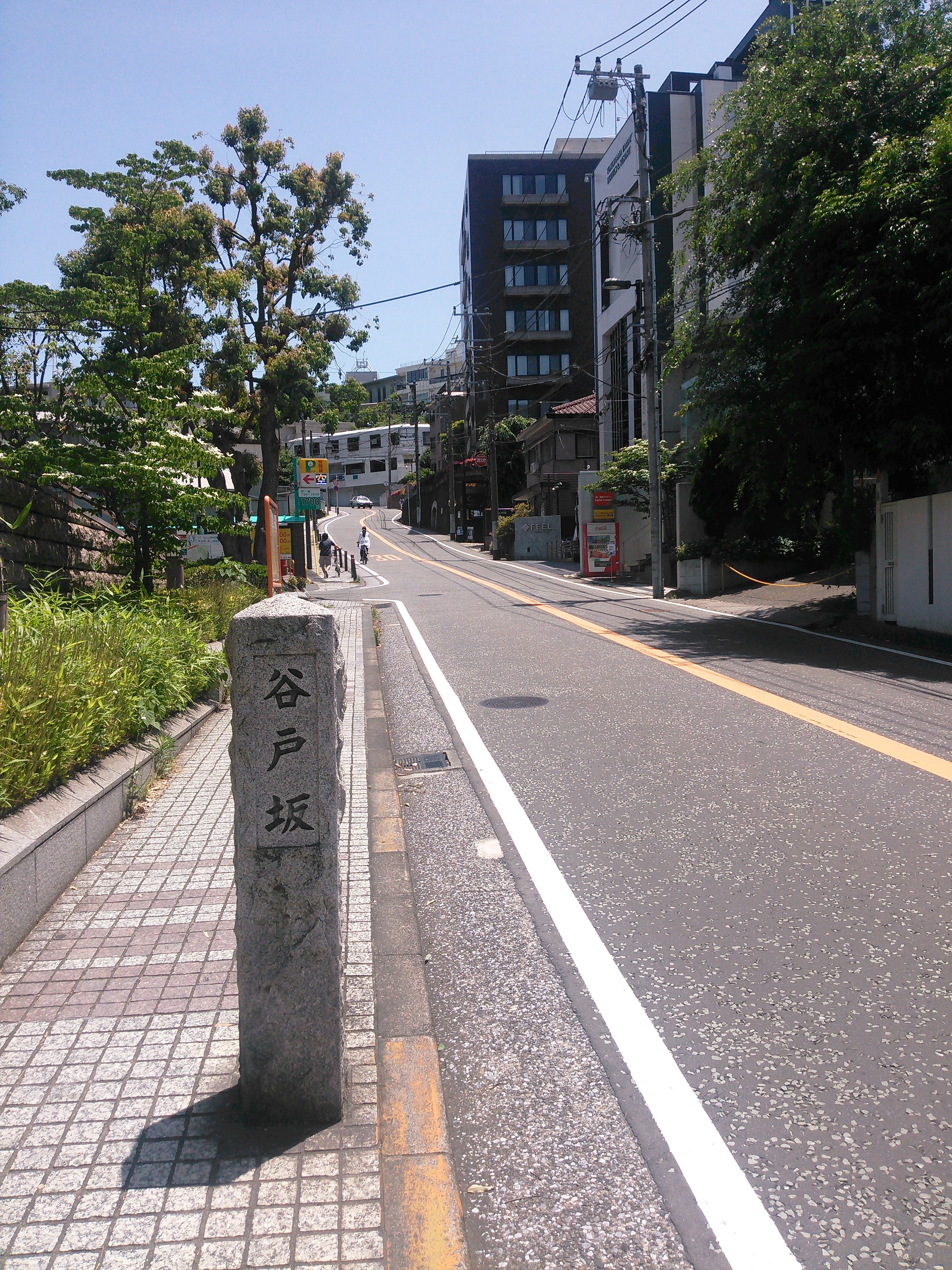
谷戸坂

谷戸坂（やとざか）は、神奈川県横浜市中区山手町にある坂である。

## 地理

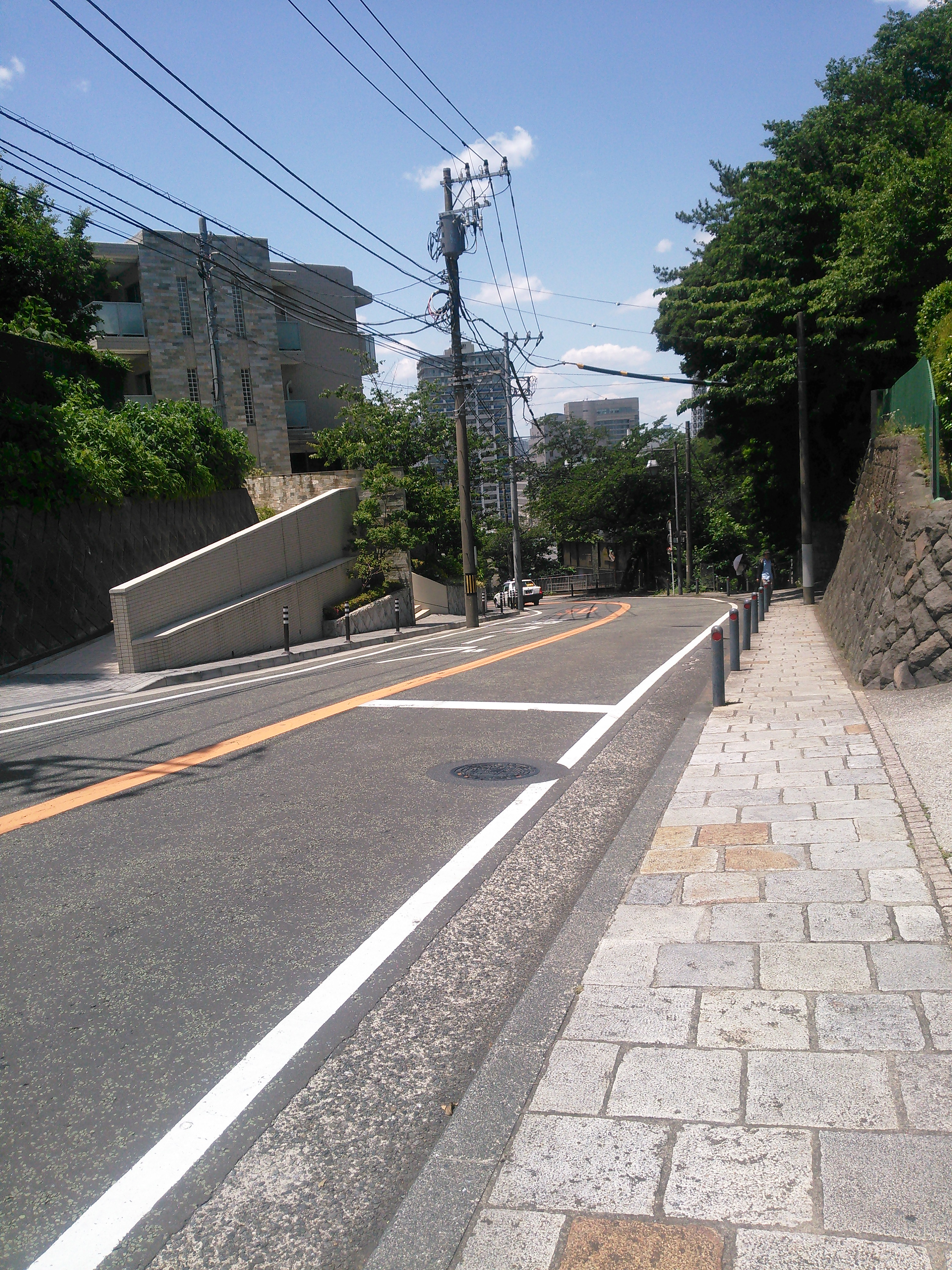
丘公園前交差点付近から坂下方向を見る

坂の名称は山手の丘陵から北に開けた谷戸と呼ばれる谷状の地形に由来するもので、北端の堀川の畔から、南の港の見える丘公園前交差点に登る。長さは約300m。坂の途中で谷戸の西側と東側に分かれ、西側は路線バスも通る車道と歩道、東側は一部が階段となっており、裏坂とも呼ばれる。同交差点を西に折れると山手本通り。直進すると、近代文学館入口交差点で本牧十二天方面へのワシン坂と上野町方面へのビアザケ通りに分かれる。堀川沿いの道を西に行くと元町・中華街駅を経て元町商店街、また谷戸橋を渡ると関内方面に通じている。堀川を渡る橋にはほかに、谷戸坂に接続し横浜人形の家・山下公園方面につながる歩行者専用のフランス橋が架かる。
元町から山手の丘に登る坂には、見尻坂、貝殻坂、額坂、代官坂、高田坂、汐汲坂、西の坂があり、谷戸坂は最も東に位置する。
谷戸坂の中腹には関東大震災の慰霊碑、坂に面したフランス山の一角には1973年にクリーニング業発祥の地の碑が建てられた。
この坂を通る路線バスは横浜市営バス20系統および「あかいくつ」、神奈川中央交通11系統の3路線で、いずれも桜木町駅前を起点とし、20系統はビアザケ通りを経て山手駅、11系統は山手本通りを経て保土ケ谷駅東口に至り、「あかいくつ」は港の見える丘公園前で折り返す。

## 歴史
1859年（安政6年）の横浜港開港以前より、疱瘡大明神として知られた本牧十二天へ至る信仰の道であった。当時は、谷の両側の二筋の坂の間には農家があったと考えられている。横浜港開港後には、今はフランス山と呼ばれている東側の丘にフランス軍とイギリス軍の駐屯地が置かれ、居留地の住民は谷戸坂を「キャンプヒル」の別名で呼んだ。坂の片側が拡幅されたのはこの頃と考えられている。1884年（明治17年）から1899年（明治32年）までの間、谷戸坂から本牧十二天への道沿いに「谷戸坂通」の町名が付けられた（現在の山手町の一部）。1885年には、坂の上に劇場「ゲーテ座」が開館。1923年に関東大震災で崩壊したが、跡地には1980年に学校法人岩崎学園により服飾をテーマにした博物館とゲーテ座ホールを有する岩崎博物館が開館した。